# Palciînți, Pidvolociîsk
Palciînți (în ucraineană Пальчинці) este localitatea de reședință a comunei Palciînți din raionul Pidvolociîsk, regiunea Ternopil, Ucraina.

## Demografie
Componența lingvistică a localității Palciînți
     Ucraineană (99,28%)
     Alte limbi (0,72%)
Conform recensământului din 2001, majoritatea populației localității Palciînți era vorbitoare de ucraineană (99,28%), existând în minoritate și vorbitori de alte limbi.